# ده‌سلم

## ده سلم
دِه‌سَلم روستایی در دهستان نِه بخش مرکزی شهرستان نهبندان استان خراسان جنوبی ایران است. ده‌سلم آخرین روستای حوزه استحفاظی نهبندان است که ویژگی‌های بارز مناطق کویری در آن متبلور شده و خانه‌های گنبدی و گلی جلوه‌هایی از زیبایی‌های این روستا است و نیز در بافت قدیم روستا قلعه قدیمی ده‌سلم قرار دارد که دیوارهای آن هنوز پابرجاست. بر پایه سرشماری عمومی نفوس و مسکن در سال ۱۳۹۰ جمعیت این روستا ۳۲۶ نفر (در ۹۹ خانوار) بوده‌است.

## مردم شناسی
بر طبق نقشه های تاریخی ایران ، سرزمین سیستان کهن از سمت شرق تا کرمان امتداد داشته و شهر نِه یا همان نهبندان امروزی هم از شهرهای سیستان کهن است و به این موضوع به کرات در تاریخ اشاره شده است و با توجه به گویش مردم این روستا که مشابه گویش سیستانی است بنابراین این مردمان احتمالا اصالت سیستانی دارند .

## معماری
معماری خشتی و گلی این روستا دقیقا همانند معماری سیستانی است و تنها تفاوت این دو در وجود یک بادگیر در بالای سقف خانه های سیستان آنهم به دلیل استفاده از نعمت همیشگی باد در سیستان است . 